# UNU-WIDER
UNU-WIDER (The United Nations University World Institute for Development Economics Research) er FN’s globale institut for udviklingsøkonomi og en del af United Nations University (UNU), der er hjemmehørende i Helsingfors i Finland.
UNU-WIDER, som var det første forsknings- og undervisningscenter som blev etableret af UNU, er en international akademisk organisation hvis mål er at promovere international økonomi og udvikling ved at samle ledende videnskabsmænd fra hele verden for at håndtere presserende globale problemer.
Siden 2009 har UNU-WIDERs direktør været den danske udviklingsekspert og professor i økonomi Finn Tarp.

## Tilknyttede videnskabsmænd

### Nobelpristagere i økonomi, tilknyttet UNU-WIDER
- Elinor Ostrom, 2009
- Paul Krugman, 2008
- Edmund S. Phelps, 2006
- Joseph E. Stiglitz, 2001
- Amartya Sen, 1998
- James A. Mirrlees, 1996
- John C. Harsanyi, 1994
- Douglass C. North, 1993
- Robert W. Fogel, 1993
- Robert M. Solow, 1987

### Andre nobelpristagere tilknyttet UNU-WIDER
- Martti Ahtisaari (Nobels fredspris, 2008)

## Ekstern henvisning og kilde
- United Nations University World Institute for Development Economics Research (UNU-WIDER), hjemmeside (engelsk)

60°09′55″N 24°57′50″Ø / 60.16533°N 24.96389°Ø